# Гуго II (граф Родеза)
Гуго II (Hugues II de Rodez) (р. ок. 1140, ум. 1208) — граф Родеза в 1159—1208, виконт части Карла (с 1167) и Крейсселя.
Сын Гуго I Родезского и Эрменгарды, виконтессы де Крейссель.
В 1167 году основал аббатство Бонкомб (Bonnecombe). В том же году по Арльскому договору с королём Альфонсом II Арагонским вернул в своё владение виконтство Карла в качестве арагонского лена.
В 1188 году за 60 тысяч мельгёйских солей уступил епископу Лодева Раймону де Мадьеру все свои владения в области Лодевуа (часть этих денег пошла на погашение долгов тому же епископу). Позднее, в 1225 году, король Людовик VIII пожаловал епископам титул графов Лодева и Монбрена с правом чеканки монеты.
В 1154 г. Гуго II женился на Агнес д’Овернь, дочери графа Оверни Гильома VIII. Сыновья:
- Гуго III (ум. 1196), граф Родеза (соправитель отца)
- Гильом (ум. 1208), граф Родеза (с 1196 соправитель отца, в 1208 единоличный правитель).

От любовницы — Бертранды д’Амалон у Гуго II был сын:
- Генрих I (1175—1221), граф Родеза.